# Hans-Wolfgang Weber
Hans-Wolfgang Weber (* 12. Januar 1916 in Plauen; † Mai 1986) war ein deutscher Fußballtrainer. Er war ab den 1950er Jahren für verschiedene Klubs insbesondere in München und dem Münchner Umfeld tätig, dabei trainierte er in den 1960er Jahren kurzzeitig auch den TSV 1860 München in der Bundesliga sowie den FC Wacker München in der zweitklassigen Regionalliga Süd.

## Sportlicher Werdegang
Weber spielte als Teenager beim VfB Leipzig, wo er an der Seite des späteren Internationalen Gunther Baumann auflief. 1934 zog er in bayerische Geisenfeld, wo er unter Ludwig Goldbrunner spielte. Nach einer Kriegsverletzung musste er seine aktive Laufbahn beenden und wurde anschließend Trainerassistent von Max Schäfer beim FC Bayern München bzw. TSV 1860 München.
Weber trainierte nach Erlangen des Trainer-A-Scheins, den er unter Hennes Weisweiler erwarb, ab 1955 den FC Wacker München, mit dem er am Ende der Amateurliga-Spielzeit 1957/58 zwar den Meistertitel der Südstaffel gewonnen hatte, aber am Nordmeister 1. FC 01 Bamberg im Duell um die bayerische Meisterschaft mit zwei Niederlagen im Kampf um die Teilnahme an der Aufstiegsrunde zur 2. Oberliga Süd scheiterte. Anschließend verließ er den Verein und schloss sich dem FC Penzberg als Trainer an, Werner Kagemann wurde sein Nachfolger bei Wacker. Im Januar 1961 kehrte er jedoch zu Wacker zurück, der mittlerweile nur noch viertklassig antrat. 1962 gelang die Rückkehr in die 1. Amateurliga Bayerns, wo der Neuling in der Spielzeit 1962/63 als Vizemeister im Süden reüssierte und sich für die ab der folgenden Spielzeit eingleisig ausgetragene Liga qualifizierte. Am Ende der Spielzeit 1963/64 führte er den Klub in die zweitklassige Süd-Regionalliga. Nach dem direkten Wiederabstieg belegte er am Ende der Spielzeit 1965/66 den 13. Tabellenplatz, was zum erneuten Abschied führte.
Im Sommer 1966 kehrte Weber als Jugendtrainer zum TSV 1860 München zurück, sein Nachfolger bei Wacker wurde der Weltmeister Karl Mai. Beim amtierenden deutschen Meister kam es im Dezember des Jahres zu einer Spielerrevolte gegen Trainer Max Merkel, als in einer Abstimmung sich 14 der 17 Lizenzspieler gegen ihn aussprachen, woraufhin Weber diesen kurzfristig beim anstehenden Ligaspiel bei Eintracht Frankfurt in der Bundesliga ersetzen sollte. Beim 3:3-Auswärtsremis verpasste die Mannschaft trotz Treffer von zweimal Ludwig Bründl und Peter Grosser zur zwischenzeitlichen 3:0-Führung den Sieg. Zu Beginn der anstehenden Weihnachtspause hielt die Vereinsführung an der Beurlaubung Merkels fest und setzte während der angekündigten Suche nach einem dauerhaften Ersatz weiterhin auf Weber. Somit war er auch mit der Erstrunden-Partie im DFB-Pokal 1966/67 bei Arminia Hannover am 14. Januar betraut, aufgrund der Hochzeit seines Sohnes reiste er erst am Spieltag an und sah einen klaren 4:1-Auswärtserfolg. Bis Mitte Februar – nur zwei seiner acht Pflichtspiele verlor er, im DFB-Pokal gelang der Viertelfinaleinzug – blieb er im Amt, ehe sein Ex-Mitspieler Baumann als Nachfolger verpflichtet worden war. Dieser stand beim 1. FC Schweinfurt 05 unter Vertrag und sollte ursprünglich erst im Sommer kommen, der DFB hatte jedoch zwischenzeitlich die „Löwen“ darauf hingewiesen, dass Weber nicht über eine ausreichende Lizenz für die Bundesliga verfüge. Lange Zeit konnten sich die Klubs nicht einigen, die „Schnüdel“ riefen neben einem Ablösespiel eine Ablösesumme von 10.000 D-Mark (heute ca. 23.000 Euro) auf, ehe Weber nach Baumanns Amtsantritt am 13. Februar wieder in die Jugendarbeit zurückkehren sollte. Beim Ligaspiel gegen den FC Schalke 04 nahm er jedoch noch einmal für den krankheitsbedingt ausfallenden Baumann auf der Trainerbank Platz, gegen den Abstiegskandidaten gab es jedoch eine 0:2-Heimpleite und damit die zweite Pflichtspielniederlage der kurzen Bundesligatrainerkarriere.
Später trainierte Weber Ende der 1960er Jahre die SpVgg Helios München in der 1. Amateurliga sowie später mit dem TSV Milbertshofen, dem ESV Freimann und dem SV Günding verschiedene Amateurklubs. Daneben engagierte er sich als Bezirksjugendleiter in der Verbandsarbeit innerhalb des Bayerischen Fußball-Verbandes.
Hauptberuflich war Weber für die Deutsche Bundespost tätig, mit der deutschen Postnationalmannschaft wurde er als Trainer 1978 Vize-Europameister. Während seiner Zeit beim FC Bayern München war er verantwortlicher Redakteur der Stadionzeitung, später war er noch lange Zeit beratend für Wacker München und als Revisor tätig. 1981 wurde Weber das Bundesverdienstkreuz am Bande verliehen.